# Hayden Lake
Hayden Lake – miasto w Stanach Zjednoczonych, w stanie Idaho, w hrabstwie Kootenai.